# Histoire philatélique et postale des îles Cocos

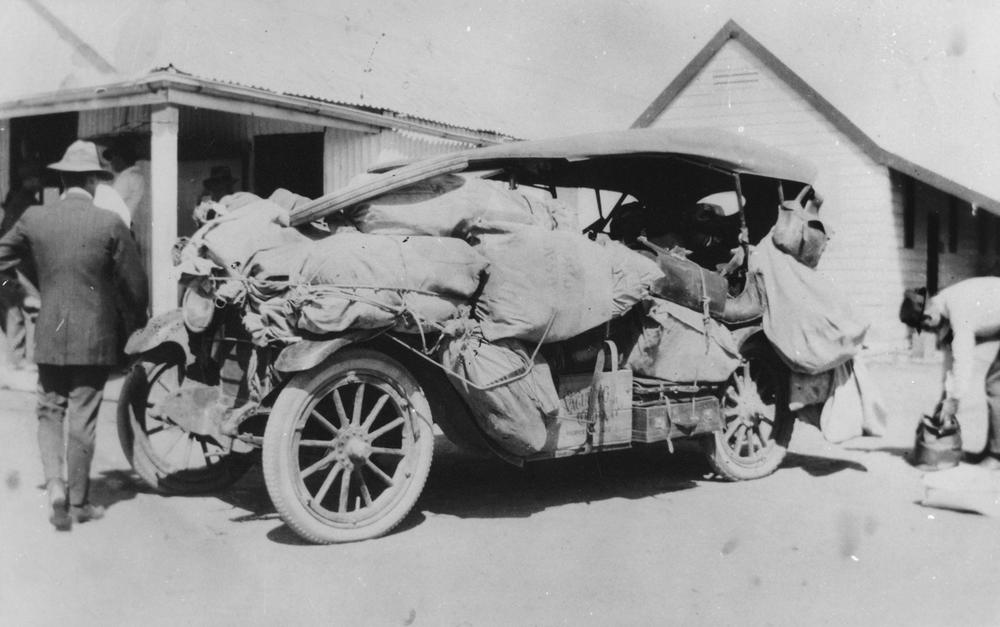
Voiture postale quittant Adavale en direction de Windorah, Queensland. Les vœux de Noël et autres fournitures essentielles sont disposés de manière précaire sur le wagon postal.

L'histoire philatélique et postale des îles Cocos est liée à celle des deux colonies britanniques et de l'Australie auxquels cet archipel de l'océan Indien a été rattaché.
Une agence postale civile y existe de 1933 à 1937, et de manière permanente depuis 1952. L'archipel dispose de timbres-poste à son nom depuis juin 1963 et a connu une indépendance postale de 1979 à 1993. Entre 1963 et 1979 avec le Post Office australien et depuis le 1er janvier 1994 que l'opérateur postal est Australia Post, les timbres des îles Cocos et d'Australie sont utilisables sur toute l'étendue de ces deux entités.
D'après le catalogue Stanley Gibbons, l'administration postale australienne a émis 31 timbres de 1963 à 1979, pour 264 pendant l'indépendance postale de 1979 à 1993. Au cours des dix premières années de sa responsabilité postale dans l'archipel, Australia Post a émis 112 timbres.

## Avant 1955 et le rattachement à l'Australie
Pendant la Première Guerre mondiale, l'archipel est le théâtre d'une bataille navale entre marines allemandes et australiennes pour le contrôle du poste de télégraphe des Cocos, permettant les communications entre le Royaume-Uni et ses dominions du Pacifique.
Une agence postale ouvre du 1er avril 1933 au 1er mars 1937 et utilise des timbres-poste de la colonie britannique des Établissements des détroits, colonie de rattachement administratif des îles Cocos, propriété de la famille Clunie-Ross.
Pendant la Seconde Guerre mondiale, les forces britanniques sont sur place pour défendre les équipements de télécommunications de l'archipel face à l'avancée japonaise.
L'agence postale rouvre le 2 septembre 1952 avec les timbres de Singapour.

## Sous contrôle de l'Australie

### Un territoire postal australien
En 1955, le Royaume-Uni détache les îles Cocos de Singapour au profit de l'Australie qui transpose sa législation dans l'île, dont ses timbres-poste et sa monnaie, la livre australienne qui remplace le dollar malais. Néanmoins, le bureau de poste est non officiel : le maître des postes de Cocos reçoit une commission selon son chiffre d'affaires.
Le 11 juin 1963, tout en laissant leur validité aux timbres d'Australie sur le courrier de l'île, les postes australiennes émettent six timbres portant la mention « COCOS (KEELING) ISLANDS », mention qui reste en usage jusqu'à la fin de 1993, et timbres aussi utilisables en Australie même. La série est dessinée et gravée par E. Jones sur des sujets liés à l'île.
Le 14 février 1966, le système monétaire décimal est introduit dans l'île, imposant le seul usage des timbres d'Australie libellés en dollars et en cents. Le 9 juillet 1969, est émise la nouvelle série de douze timbres d'usage courant sur la faune et la flore des Cocos. Douze timbres sur des navires de l'histoire de l'île les remplacent le 29 mars 1976.

### L'indépendance philatélique et postale
À la fin des années 1970, l'Australie rachète les terres à la famille Clunie-Ross et accorde une large autonomie aux habitants des îles Cocos. Un service postal indépendant de l'Australie est créé et les timbres d'Australie ne sont plus acceptés sur le courrier posté. Les deux premiers timbres-poste sous responsabilité locale sont émis le 1er septembre 1979 : drapeau australien, carte et paysage des atolls pour le 20 cents, le Conseil statutaire provisoire tout juste nommé pour le 50 cents.
Le programme philatélique est entièrement imprimé par des entreprises de Melbourne. Les thèmes sont liés à l'île et à son patriotisme : faune et flore, histoire locale et maritime pour les premiers, drapeau australien et événements de la Famille royale britannique pour les seconds.

### Sous la responsabilité d'Australia Post
Suivant l'exemple de l'île Christmas en mars 1993, le service postal des îles Cocos devient la responsabilité d'Australia Post, le 1er janvier 1994, en lieu et place des autorités locales. Les timbres des Cocos émis depuis 1994 et portant la mention « COCOS (KEELING) ISLANDS AUSTRALIA » sont valables en Australie et les timbres d'Australie le sont dans l'archipel.
Une ou deux émissions annuelles  sont depuis lors émises, uniquement sur des sujets locaux, avec une majorité concernant la faune.

## Tableau synthétique
| Année                                              | Timbres utilisés                                         |
| -------------------------------------------------- | -------------------------------------------------------- |
| Timbres en dollar des Établissements des détroits. |                                                          |
| 1933-1937                                          | Établissements des détroits Malaya / Straits Settlements |
| Timbres en dollar malais.                          |                                                          |
| 1952-1955                                          | Timbres de Singapour Malaya / Singapore                  |
| Timbres en livre australienne.                     |                                                          |
| 1955-1966                                          | Timbres d'Australie Australia                            |
| 1963-1966                                          | Cocos (Keeling) Islands                                  |
| Timbres en dollar australien.                      |                                                          |
| 1966-1979                                          | Timbres d'Australie Australia                            |
| 1969-1993                                          | Cocos (Keeling) Islands                                  |
| 1994-                                              | Cocos (Keeling) Islands Australia et timbres d'Australie |
| Légende                                            |                                                          |
| italique                                           | mention sur timbres                                      |

### Sources et références
- «  Cocos (Keeling) Islands », Commonwealth Stamp Catalogue. Australia, Stanley Gibbons, 4e édition, 2007,  (ISBN 978-0-85259-666-1), pages 112-117.

1. ↑  « Cocos (Keeling) Islands », Commonwealth Stamp Catalogue. Australia, Stanley Gibbons, 2007, pages 112-117.
2. ↑  D'après l'histoire du HMAS Sydney (I), sur le site de la Royal Australian Navy, consultée le 27 octobre 2008.
3. 1 2 3 4 5  Commonwealth Stamp Catalogue. Australia, Stanley Gibbons, 2007, page 112.
4. ↑  Richard Breckon, « Christmas Island's Stamps and Postal History: 50 Years of Australian Administration », Gibbons Stamp Monthly, October 2008, page 82.
5. ↑  Avec K. McKay pour le cinq pence « Super Constellation », d'après « Cocos (Keeling) Islands » timbres n°1 à 6, Commonwealth Stamp Catalogue. Australia, Stanley Gibbons, 2007, page 112.
6. ↑  « Cocos (Keeling) Islands » timbres n°8 à 19, Commonwealth Stamp Catalogue. Australia, Stanley Gibbons, 2007, page 112.
7. ↑  « Cocos (Keeling) Islands » timbres n°20 à 31, Commonwealth Stamp Catalogue. Australia, Stanley Gibbons, 2007, page 112.
8. ↑  « Cocos (Keeling) Islands », timbres n°32 et 33, Commonwealth Stamp Catalogue. Australia, Stanley Gibbons, 2007, page 112
9. ↑  « Cocos (Keeling) Islands », Commonwealth Stamp Catalogue. Australia, Stanley Gibbons, 2007, pages 112-115.
10. 1 2  « Cocos (Keeling) Islands », Commonwealth Stamp Catalogue. Australia, Stanley Gibbons, 2007, pages 115-116.